# Karl Muck
Karl Muck (Darmstadt, 22 de Outubro de 1859 – Estugarda, 4 de Março de 1940) foi um maestro alemão.

## Biografia
Karl Muck nasceu na cidade de Darmstadt, em 22 de Outubro de 1859. Licenciou-se em Filologia, em Heidelberg e Leipzig, em 1880. Aínda jovem, a sua paixão pela música levou-o a aprender piano, tendo aulas com Kissner em Würzburg. Faz a sua estreia como pianista, em 1880, no Leipzig Gewandhaus, interpretando o concerto para piano de Xaver Scharwenka .  Após o doutoramento, Muck ingressa no Conservatório de Leipzig.
Inicía-se como maestro em 1884, dirigindo diversas orquestras em Zurique, Brno, Salzburgo, Graz e Praga. Em 1892, dirige pela primeira vez, a Royal Opera de Berlim, onde se manteve até 1912. Neste período, dirigirá no Wagner Festival, em Beirute; e na Orquestra Filarmónica de Viena. Em 1889, Muck conduz um ciclo do Anel do Nibelungo, de Richard Wagner, em São Petersburgo. Dois anos mais tarde, efectuaría o mesmo ciclo em Moscovo.
Em 1892, é designado para maestro principal da Royal Opera de Berlim; em 1908, é o seu director geral musical. Em 1912, Muck é nomeado para o cargo de director da Orquestra Sinfônica de Boston. Foi considerado um maestro moderno e aventureiro, sendo apontado por efectuar por gravações consideradas históricas, por esta orquestra, para a editora Victor Talking Machine Company, em Camden, Nova Jérsei, no ano de 1917.
Em 1918, Muck foi acusado de simpatizar com o inimigo, durante a Primeira Grande Guerra, dirigindo concertos de música alemã. Após negar um pedido de interpretação do hino norte-americano, Muck foi detido em 25 de Março de 1918, em sua casa, e feito prisioneiro no Forte Oglethorpe, na Geórgia, durante a guerra. Após a guerra, é deportado dos Estados Unidos, nunca mais regressando a este país.
Karl Muck continuaría liderando a Orquestra Filarmônica de Hamburgo (1822-1933) gravando e ocasionalmente viajando a Beirute.
Morre em 3 de Março de 1940, na cidade de Estugarda.